# Adobe
Adobe, Inc. (английско произношение: /əˈdoʊbiː/; наричана по-рано Adobe Systems Incorporated), на български разпространено като Адоб или Адоби) е американска софтуерна компания, разработваща софтуер за създаване на мултимедия и Интернет приложения. Сред най-големите им постижения са създаването на PostScript – езика за описване на страници, и програмите Adobe Illustrator и Adobe Photoshop за графична обработка, с които участват в зараждането на електронното издаване.
Компанията е кръстена по името на рекичка, която текла зад дома на Уорнок – един от създателите на компанията.

## История
Компанията е основана през 1982 г. от Чарлз Гешке и Джон Уорнок след като напускат Xerox PARC, за да създадат PostScript – езика за описване на страници. Apple Inc. го лицензира за употреба в своите LaserWriter принтери. Това значително спомага за въвеждането на електронното издаване.
След това компанията създава цифрови шрифтове, използвайки своя частен формат Type1, базиран на PostScript езика. Apple създава конкурентния формат TrueType, за който Microsoft купува лиценз. Намесата на последните налага TrueType като доминиращ формат, а Type1 продължава да се използва предимно от професионалисти в областта на издаването и графичната обработка. През 1996 г. Microsoft и Adobe публикуват шрифтовия формат OpenType като наследник на конкурентните формати и увеличаващ съвместимостта между софтуерните продукти работещи с шрифтове.
През 80-те Adobe започва работа по Illustrator – програма за обработка на векторни изображения, а по-късно и Photoshop – за обработка на растерни изображения. И двата продукта стават водещи в областта на графичната обработка и остават такива.
През 2005 г. Adobe закупуват Macromedia, с което засилват позициите си в областта на уеб разработката. Основните им придобивки са ColdFusion и Flash технологиите.

## Продукти
Adobe предлагат голямо разнообрази от продукти. Тук са дадени най-популярните от тях, групирани по тип.

### Мултимедийна обработка
- Adobe Photoshop – обработка на растерни изображения
- Adobe Photoshop Lightroom – обработка и редактиране на растерни изображения
- Adobe Illustrator – обработка на векторни изображения
- Adobe Audition – обработка на цифрово аудио
- Adobe Premiere – редактиране на видео
- Adobe After Effects – добавяне на специални ефекти към видео файлове
- Adobe Soundbooth – Обработка на аудио файлове

### Уеб разработка
- Adobe Dreamweaver – създаване на уеб страници
- Adobe ColdFusion – разработка на динамично уеб съдържание

### Технологии
- PostScript – език за описване на страници
- PDF – преносим документен формат
- Flash – технология за интерактивно уеб съдържание наследена от Macromedia